# Mohammed Essa
Mohammed Essa, né le 12 janvier 1990 à Lusaka, est un pilote de rallye zambien.

## Palmarès
- champion d'Afrique des rallyes, en 2012, sur Subaru Impreza WRX (copilote le zimbabwéen Greg Stead);
- Champion de Zambie des rallyes: 2011 et 2012;
- Challenge Zim Zam (Zimbabwe/Zambie): 2012;
  - Vice-champion d'Afrique de l'Est: 2012.

### 5 victoires en ARC
- Rallye de Zambie: 2012 et 2013;
- Rallye de Tanzanie: 2012;
- Rallye d'Ouganda: 2012;
- Rallye du Kenya: 2013.